# Laurens Philippe Charles van den Bergh
Laurens Philippe Charles van den Bergh (Düsseldorf, 20 juni 1805 - Den Haag, 17 september 1887) was een Nederlandse rijksarchivaris.

## Leven en werk
Van den Bergh werd in 1805 in Düsseldorf geboren als zoon van Johannes Cornelis van den Bergh en Josephia Eliana Serrurier. Zijn vader was als oranjegezinde tijdens de Franse tijd uitgeweken naar Duitsland. Na de Latijnse school in Amsterdam te hebben gevolgd ging hij in 1823 Nederlandse taal- en letterkunde, geschiedenis en rechtswetenschappen studeren aan de Utrechtse hogeschool. In 1830 sloot hij zijn studie met een promotie af. Als lid van het Utrechtse studentencorps nam hij deel aan de Tiendaagse Veldtocht in 1831.
Hij begon zijn maatschappelijke loopbaan als advocaat bij het Hoog Militair Gerechtshof in Utrecht. In 1838 richtte hij het tijdschrift Bibliotheek voor oude Nederlandsche Letterkunde op. In datzelfde jaar startte hij een onderzoek in het Franse Rijsel naar de daar aanwezige archiefstukken die van belang waren voor het bestuderen van de Nederlandse geschiedenis. Zijn bevindingen werden gepubliceerd in drie delen getiteld Gedenkstukken tot opheldering der Nederlandsche geschiedenis, die respectievelijk verschenen in 1842, 1845 en in 1847.
In 1849 werd Van den Bergh benoemd tot leraar aan het gymnasium van Leiden en tot privaatdocent aan de Leidse hogeschool. Het geven van onderwijs bleek niet zijn sterkste kant te zijn en na een jaar zag hij zich genoodzaakt om zijn werk neer te leggen. Hij was in die tijd bibliothecaris van de Maatschappij der Nederlandse Letterkunde. In 1852 verscheen van zijn hand het Handboek der middelnederlandse geographie. In datzelfde jaar werd hij door Bakhuizen van den Brink naar het Rijksarchief gehaald als diens rechterhand.
Van den Bergh werd in 1855 benoemd tot lid van de Koninklijke Nederlandse Akademie van Wetenschappen. In 1856 werd hij benoemd tot adjunct-archivaris nadat Bakhuizen van den Brink twee jaar eerder rijksarchivaris was geworden. In 1865 werd Van den Bergh op voordracht van Thorbecke na het overlijden van Bakhuizen van den Brink benoemd tot rijksarchivaris. In 1887 ging hij op 82-jarige leeftijd met pensioen. Een half jaar later overleed hij in zijn woonplaats Den Haag. Van den Bergh was ongehuwd.
Van den Bergh heeft tal van publicaties op zijn naam staan. Behalve over archiefzaken schreef hij dichtwerken en werken over geschiedenis, volksoverlevering en taalkunde.

## Publicaties (selectie)
- Nijmeegsche bijzonderheden, Nijmegen, 1881
- Het proces van Oldenbarnevelt getoetst aan de wet, 's Gravenhage, 1876
- Het huis Teilingen, Haarlem, 1869
- Grondtrekken der Nederlandsche zegel- en wapenkunde, Amsterdam, 1861
- 's Gravenhaagsche bijzonderheden, 's Gravenhage, 1857/1859
- Handboek der Middel-Nederlandsche geographie, naar de bronnen bewerkt, Leiden, 1852
- Grondtrekken der Nederlandsche wapenkunde, Leiden, 1847
- Gedachten over armoede, overbevolking en kolonisatie, Leiden 1845
- Gedenkstukken tot opheldering der Nederlandsche geschiedenis: opgezameld uit de archieven te Rijsel en op gezag van het Gouvernement uitgegeven, Leiden 1842 t/m 1847[1]
- De Nederlandsche volksromans : eene bijdrage tot de geschiedenis onzer letterkunde, Amsterdam, 1837
- De leer der enkele en dubbele vokaalspelling in het Nederduitsch, onderzocht en opgehelderd, Rotterdam, 1836
- Nederlandsche volksoverleveringen en godenleer, Utrecht, 1836
- Het Baskische meisje in den burgeroorlog van 1834-'35, Utrecht, 1835
- Bespiegelingen over den aard en de ontwikkeling onzer taal, Leiden, 1831
- Dissertatio juridica inauguralis, sistens observationes selectas de perjurio ejusque poena, de proefschrift, Utrecht, 1830

Fruin geeft in het Levensbericht van L. Ph. C. van den Bergh verschenen in het Jaarboek van de Maatschappij der Nederlandse Letterkunde in 1888 een uitgebreid overzicht van de geschriften van Van den Bergh.